# Parlamentswahl in Ruanda 2018
Die Parlamentswahl in Ruanda 2018 fand am 3. September statt.

## Wahlsystem
Von den 80 Sitzen in der Abgeordnetenkammer, dem Unterhaus im parlamentarischen Zweikammersystem von Ruanda, werden 53 direkt über Listenwahl gewählt, während 24 Sitze für Frauen, 2 für junge Menschen und 1 für Menschen mit Behinderung reserviert sind. Von den für Frauen reservierten Sitzen gehen jeweils 6 an die Ost-, Süd- und Westprovinz, 4 an die Nordprovinz und 2 an die Hauptstadtprovinz Kigali. Die Wahlstimmen werden nach dem Hare/Niemeyer-Verfahren (engl. method of largest remainders) in die 53 Abgeordnetenmandate umgerechnet. Es besteht eine 5-Prozent-Hürde für unabhängige Kandidaten.

## Ergebnis
Erstmals zogen zwei Mitglieder der Demokratischen Grünen Partei Ruandas ins Parlament ein. 61,3 Prozent bzw. 49 von 80 Mandaten wurden von Frauen besetzt. Damit blieb das ruandische Parlament das mit dem höchsten Frauenanteil der Welt.

### Stimmanteile
| Wahlbündnisse                                 | Wahlbündnisse                             | Listen                                    | Stimmen   | %    | Mandate | +/- |
| --------------------------------------------- | ----------------------------------------- | ----------------------------------------- | --------- | ---- | ------- | --- |
|                                               | Wahlbündnis RPF a                         | Ruandische Patriotische Front (RPF)       | 4.926.366 | 74,0 | 40      | –1  |
| Centrist Democratic Party (PDC)               | Wahlbündnis RPF a                         |                                           | 4.926.366 | 74,0 | 40      | –1  |
| Parti Démocratique Idéal (PDI)                | Wahlbündnis RPF a                         |                                           | 4.926.366 | 74,0 | 40      | –1  |
| Party for Progress and Concord (PPC)          | Wahlbündnis RPF a                         |                                           | 4.926.366 | 74,0 | 40      | –1  |
| Democratic Union of the Rwandan People (UDPR) | Wahlbündnis RPF a                         |                                           | 4.926.366 | 74,0 | 40      | –1  |
| Rwandan Socialist Party (RSP)                 | Wahlbündnis RPF a                         |                                           | 4.926.366 | 74,0 | 40      | –1  |
|                                               | Social Democratic Party (PSD)             | Social Democratic Party (PSD)             | 586.215   | 8,8  | 5       | –2  |
|                                               | Liberal Party (PL)                        | Liberal Party (PL)                        | 479.631   | 7,2  | 4       | –1  |
|                                               | Social Party Imberakuri (PS-Imberakuri)   | Social Party Imberakuri (PS-Imberakuri)   | 304.231   | 4,6  | 2       | +2  |
|                                               | Demokratische Grüne Partei Ruandas (DGPR) | Demokratische Grüne Partei Ruandas (DGPR) | 302.778   | 4,5  | 2       | Neu |
|                                               | Unabhängige                               | Unabhängige                               | 62.293    | 0,9  | –       | ±0  |
|                                               | Indirekt bestimmte Abgeordnete            | Indirekt bestimmte Abgeordnete            | –         | –    | 27      | ±0  |
| Gesamt                                        | Gesamt                                    | Gesamt                                    | 6.661.514 | 100  | 80      |     |
|                                               |                                           |                                           |           |      |         |     |
| Ungültige Stimmen                             | Ungültige Stimmen                         | Ungültige Stimmen                         | 12.245    | 0,2  |         |     |
| Wähler                                        | Wähler                                    | Wähler                                    | 6.673.759 | 93,0 |         |     |
| Wahlberechtigte                               | Wahlberechtigte                           | Wahlberechtigte                           | 7.172.612 |      |         |     |
|                                               |                                           |                                           |           |      |         |     |
| Quellen: National Election Commission (NEC)   |                                           |                                           |           |      |         |     |

### Mandate

80 Sitze der Abgeordnetenkammer von Ruanda:
RPF-Koalition: 40 Sitze
Sozialdemokratische Partei: 5 Sitze
Liberale Partei: 4 Sitze
Demokratische Grüne Partei Ruandas: 2 Sitze
Soziale Partei Imberakuri: 2 Sitze
Indirekt ernannte Mitglieder: 27 Sitze, davon sind 24 für Frauen reserviert, 2 für junge Menschen und 1 Sitz für Menschen mit Behinderung

Folgende Personen zogen ins Parlament ein:

#### RPF-Wahlkoalition
40 Mandate:
- Marie Médiatrice Izabiliza
- Diogène Bitunguramye
- Cécile Murumunawabo
- John Ruku-Rwabyoma
- Edda Mukabagwiza
- Winifrida Niyitegeka
- Winifrida Mpembyemungu
- Logan Ndahiro
- Chantal Mbakeshima
- Musa Fazil Harerimana (PDI)
- Anita Mutesi
- Claver Rwaka
- Célestin J. P. Habiyaremye
- Damien Nyabyenda
- Iphigénie Mukandera
- Janvier Kanyamashuli Kabeya
- Jeanne d'Arc Uwimanimpaye
- Philbert Uwiringiyimana
- Fidèle Rwigamba
- Justine Mukobwa
- Léonard Ndagijimana (PDC)
- Rutijana Marie Pélagie Uwamariya
- Euthalie Nyirabega
- M. Florence Uwanyirigira
- Eugène Barikana
- Pie Nizeyimana (UDPR)
- Francis Karemera
- Christine Muhongayire
- Odette Uwamariya
- Elisabeth Mukamana (PPC)
- Emmanuel Bugingo
- Francesca Tengera
- Annoncée Manirora
- Benoit Senani
- Christine Murebwayire
- Theoneste Safari Begumisa
- Barthelemie Kalinajabo
- Jean Damascène Murara
- Albert Ruhakana
- Omar Munyaneza

#### PSD
5 Mandate:
- Jean Chrysostome Ngabitsinze
- Véneranda Nyirahirwa
- Jean Pierre Hindura
- Géorgette Rutayisire
- Valens Muhakwa

#### Liberale Partei
4 Mandate:
- Donatille Mukabalisa
- Théogène Munyangeyo
- Gamariel Mbonimana
- Suzanne Mukayijore

#### PS Imberakuri
2 Mandate:
- Christine Mukabunani
- Jean René Niyorurema

#### Demokratische Grüne Partei Ruandas
2 Mandate:
- Frank Habineza
- Jean Claude Ntezimana

#### Frauenrepräsentantinnen
24 Mandate:
- Kigali (2)
  - Madinda Ndangiza
  - Phoebe Kanyange
- Nordprovinz (6)
  - Marie Thérèse Murekatete
  - Solange Uwingabe
  - Marie Thérèse Nirere
  - Marcelline Basigayabo
- Ostprovinz (6)
  - Athanasie Nyiragwaneza
  - Annonciathe Mukarugwiza
  - Emma Rubagumya Furaha
  - Beline Uwineza
  - Alphonsine Mukamana
  - Berthilde Uwamahoro
- Südprovinz (6)
  - Gloriose Uwanyirigira
  - Médiatrice Ahishakiye
  - Ignatienne Nyirarukundo
  - Marie Claire Uwumuremyi
  - Marie Alice Uwera Kayumba
  - Véneranda Uwamariya
- Westprovinz (6)
  - Aimée Sandrine Uwambaje
  - Christine Bakundufite
  - Jeanne Henriette Mukabikino
  - Alice Muzana
  - Spéciose Ayinkamiye
  - Angélique Nyirabazayire

#### Jugendrepräsentanten
2 Mandate:
- Ernest Kamanzi
- Clarisse Imaniriho

#### Behindertenrepräsentant
1 Mandat:
- Eugene Mussolini

#### Nicht beendete Legislaturperioden
Von den 80 ins Parlament einziehenden Abgeordneten, beendeten 12 die Legislaturperiode nicht. Vier von diesen wurden mit neuen Abgeordneten besetzt, während die restlichen acht frei blieben, da bei diesen weniger als ein Jahr bis zum Ende der Legislaturperiode verblieb. Von den zwölf Abgeordneten wurden fünf in Regierungsämter ernannt oder fanden andere Anstellungen. Diese waren Ignatienne Nyirarukundo, Jean Chrysostome Ngabitsinze, Omar Munyaneza, Emmanuel Bugingo und Marie Alice Kayumba Uwera. Fünf weitere Abgeordnete traten zurück: Janvier Kanyamashuri am 19. März 2019, Gamariel Mbonimana am 14. November 2022, Jean-Pierre Celestin Habiyaremye am 21. November 2022, Ernest Kamanzi am 28. Dezember 2022 und Eugene Barikana im Mai 2024. Die zwei Abgeordneten Logan Ndahiro und Fidel Rwigamba verstarben.